# Le Dernier Jour de Pompéi (téléfilm, 2003)
Pour les articles homonymes, voir Le Dernier Jour de Pompéi.
Pour plus de détails, voir Fiche technique et Distribution.
Le Dernier Jour de Pompéi (titre original : Pompeii: The Last Day) est un téléfilm documentaire britannique réalisé par Peter Nicholson en 2003. Ce documentaire dramatique relate la destruction de Pompéi lors de l'éruption du Vésuve en 79.

## Résumé
Le documentaire relate la vie à Pompéi et Herculanum dans les vingt-quatre heures qui précèdent leur destruction, imaginant la vie de plusieurs de leurs habitants. À l'exception de Pline l'Ancien et de son neveu Pline le Jeune, les personnages mis en scènes sont fictifs, mais correspondent aux restes et traces découverts sur les sites archéologiques. Le film montre en particulier la nature et l'impact des phases successives de l'éruption du Vésuve, reconstituée en images de synthèse, en conformité avec les connaissances volcanologiques d'aujourd'hui, qui confirment la fiabilité du témoignage antique de Pline le Jeune[réf. nécessaire].

## Fiche technique
- Titre : Le Dernier Jour de Pompéi
- Titre original : Pompeii: The Last Day
- Réalisateur : Peter Nicholson
- Écrit par : Edward Canfor-Dumas (en)
- Image : Nick Dance
- Montage : Liana Del Giudice
- Direction artistique : Stephen Campbell
- Décors : Amanda Bernstein
- Costumes : Lee Croucher, Isolde Sommerfeldt
- Maquillage : Jutta Russell
- Musique : Ty Unwin
- Producteur : Ailsa Orr
- Associé producteur : Mark Johnston
- Producteur exécutif : Michael J. Mosley (en)
- Production : BBC
- Genre : documentaire dramatique
- Durée : 51 minutes
- Dates de sortie : 
  - Royaume-Uni : 20 octobre 2003 sur BBC One
  - France : 22 février 2004

## Distribution
- Alisdair Simpson (en) (VF : François Montagut): narration hors champ[1]
- Tim Pigott-Smith : Pline l'Ancien
- Jonathan Firth : Stephanus
- Jim Carter : Polybius